# Louisville (Mississippi)
Louisville település az Amerikai Egyesült Államok Mississippi államában, Winston megyében, melynek megyeszékhelye is. Lakosainak száma 6072 fő (2020. április 1.).

## Népesség
A település népességének változása:

| 2010 | 6 631 |
| 2020 | 6 072 |